# 卡加延河谷
卡加延河谷是菲律宾第二大区，位于吕宋岛东部，包括5个省和3个市：巴丹群岛省、卡加延省、伊莎貝拉省、新比斯開省和季里諾省以及卡加延市、土格加劳市和圣地牙哥市。大区首府设在土格加劳市，圣地亚哥市是当地的商业中心。人口3,451,410（2015年）。
卡加延河谷如同它的名称，整个大区基本覆盖在菲律宾最长的河流卡加延河的河谷地带。
根据考古发现，当地可能在50万年前即有人类居住，原著民大部分来源于马来人种，西班牙殖民者到来后，和印度、中国、日本以及马来的商业往来形成，这里成为烟草的主要产地，近年来罗非鱼饲养的产量也急剧增长，旅游业也是当地经济的重要支柱。